# マッジ・ギル
マッジ・ギル（Madge Gill、1882年-1961年）は、イギリスのアウトサイダー・アーティスト。

## 半生
私生児として生まれ、幼児期の大半を人里離れた場所で過ごす。9歳の時に孤児院に収容され、後にカナダに移って農業に従事する。19歳になって、ロンドンの霊能者の叔母の元で生活することになるのだが、この叔母がマッジに心霊主義と占星術を教え込む。25歳になると株式ブローカーのトーマス・エドウィン・ギルと結婚し、三人の子供をもうけるが、そのうちの一人をスペイン風邪で亡くす。その翌年、死産を経験し、マッジ自身も危篤状態に陥る。数ヶ月寝たきり生活を送ったが、片目を失明する。

## 画家としての活動
快復後、マッジは取り憑かれたようにドローイングに熱情を傾け始め、40年にわたり、黒のインクのみを用いて数百点もの作品を制作する。作品は、はがき大のものから10メートル近いものまでさまざまである。
マッジは、自分が "Myrninerest"（My Inner Rest＝「私の内にあるやすらぎ」が由来と考えられている） という想像の霊に導かれているという。そしてこの霊の名が作中にしばしばサインされている。「複雑な紋様の衣装をまとった若い女性」というモチーフがほとんどの作品に用いられており、この女性はマッジがスペイン風邪でなくした子供を表すと考えられている。様々な雰囲気、様相でこの女性が描かれるが、決して体全体を描くことはなく、常に彼女の衣装がまわりの複雑なラインや模様にとけ込むように描かれているのが特徴である。

## 晩年
展示会を開くことは滅多になく、また"Myrninerest"霊の怒りをかうことのないようにと、作品を売りに出すこともなかった。マッジの長男ボブが1958年に死亡してからは酒に溺れるようになり、絵を描くこともなくなる。
1961年に死去。自宅から数百点の作品が発見され、ここで発見されたものを含む、多くの作品がロンドンニューアム区に所蔵された。展示される計画はない。